# Колін Гіґґінс
Ко́лін Гіґґінс (англ. Colin Higgins; 28 липня 1941, Нумеа, Нова Каледонія — 5 серпня 1988, Беверлі-Гіллз, Каліфорнія) — американський драматург, сценарист та кінорежисер австралійського походження.

## Життєпис
Колін Гіґґінс народився 28 липня 1941 року в Нумеа, Нова Каледонія.
Закінчив Стенфордський університет (1967) зі спеціалізацією з англійської мови та літератури, потім навчався в Каліфорнійському університеті в Лос-Анджелесі як сценарист. Представлений як магістерська робота текст «Гарольд і Мод» (англ. Harold and Maude) став надалі найвідомішим твором Гіґґінса: він опублікував його як роман (1971), спектакль був поставлений на Бродвеї і потім йшов у багатьох країнах світу, в тому числі і в СРСР, а знятий в тому ж році режисером Гелом Ешбі однойменний фільм хоча й провалився в прокаті, але згодом завоював широке визнання.
Колін Гіґґінс, який був відкритим ґеєм, помер від захворювань, пов'язаних зі СНІДом, 5 серпня 1988 року у своєму будинку в Беверлі-Гіллз, Каліфорнія.

## Цікаві факти
- В 2006 в чернігівському «Молодіжному театрі» відбулася прем'єра інсценізації п'єси «Гарольд і Мод», що була написана українським письменником Олегом Сірим.